# Гринс Форк (Индијана)
Гринс Форк (енгл. Greens Fork) град је у америчкој савезној држави Индијана.

## Демографија
По попису из 2010. године број становника је 423, што је 52 (14,0%) становника више него 2000. године.
| Група             | 2000.       | 2010.       |
| Белци             | 359 (96,8%) | 420 (99,3%) |
| Афроамериканци    | 2 (0,5%)    | 0 (0,0%)    |
| Азијати           | 1 (0,3%)    | 1 (0,2%)    |
| Хиспаноамериканци | 3 (0,8%)    | 0 (0,0%)    |
| Укупно            | 371         | 423         |